# 岩倉アリア
『岩倉アリア』（いわくらアリア）は、MAGES.が2024年6月27日にNintendo Switch向けに発売したビジュアルノベル。

## 概要
高度経済成長期である1966年の日本、旧華族の屋敷を舞台にした舞台のサスペンス・ヒューマンドラマ。女中として働きはじめた主人公の北川壱子と令嬢の岩倉アリアの2人を中心に物語が展開される。選択によって9つのエンディングに分岐する。
公式サイトにいわゆる百合要素も含まれると宣伝している。

## システム
屋敷探索
西ヶ原にある岩倉家を掃除をする傍らなどで探索して、情報を入手することもある。
写生帖
壱子が持ち歩いている。本編を進めるとスケッチが増える。
カットイン
本編の記憶に残るシーンをカットインとして表現している。
サイドストーリー
本編を進めると物語開始前の出来事がテキストで語られる短編。
エンディング
9つのエンディングがあり、物語の展開で主に本編の33年後の1999年の未来が変化する。

## あらすじ
建築会社に就職するも1年でそこを辞め、孤児院に戻った北川壱子は、孤児院のバザーで売った自分の絵を岩倉周という資産家に購入される。岩倉周は壱子の絵の才能を見抜き、自分の屋敷である「岩倉邸」の女中に採用する。
屋敷の女中に雇われた壱子は岩倉周の娘の岩倉アリアと出会う。壱子はアリアの美しさに惹かれながら館の謎を追いかけてしまう。

## 登場人物
北川 壱子（きたがわ いちこ）
声 - 鈴代紗弓
16歳。中卒で建築会社に勤めるも、人間関係に悩み、1年で退職。孤児院育ちで両親はいない。スケッチが趣味で画力は独学だが、実力は岩倉親子に認められている。好奇心旺盛な性格でつい、岩倉邸の秘密を探ろうとしてしまう。口が悪く悪態をつくこともある。1949年12月生まれ。同年末に育児院に預けられたため正確な誕生日は不明で戸籍上は12月31日。壱子はクリスマスあたりが本当の誕生と思われる。
1999年のエンディングではラジオDJやエディターという希望的な未来もあるが、孤独死や犯罪者や堕落してしまうものもある。
岩倉 アリア（いわくら アリア）
声 - 中村千絵
16歳。病弱で自宅療養している。絶世の美少女であるが、何か謎を抱えてる。9月8日生まれ。
岩倉 周（いわくら あまね）
声 - 森川智之
アリアの父。旧華族で、貿易会社「恒光貿易」を経営している。以前は女中を多く雇っていたが、盗難などの問題が起きたため一人も雇っていない。4月生まれ。
宮内 スイ（みやうち スイ）
声 - 本多真梨子
16歳。岩倉家近くの洋食屋の娘で、岩倉家の晩餐会や日々の料理を提供する。
掛下 秀一郎
声 - 田代哲哉
岩倉家の守衛。無愛想。
大工原 宗助
声 - 大須賀純
岩倉家の庭師。壱子を離れたところからじっと見てくるときがある。
吉野 明里
声 - 吉住絵里加
周の秘書。

## スタッフ
- シナリオ・企画 - 午後ねむる
- コンセプトアート - 100年
- ディレクター - 水野枝里子
- 音楽 - 阿保剛
- グラフィックス - 中田ふみ